# Grands Moulins de Pantin

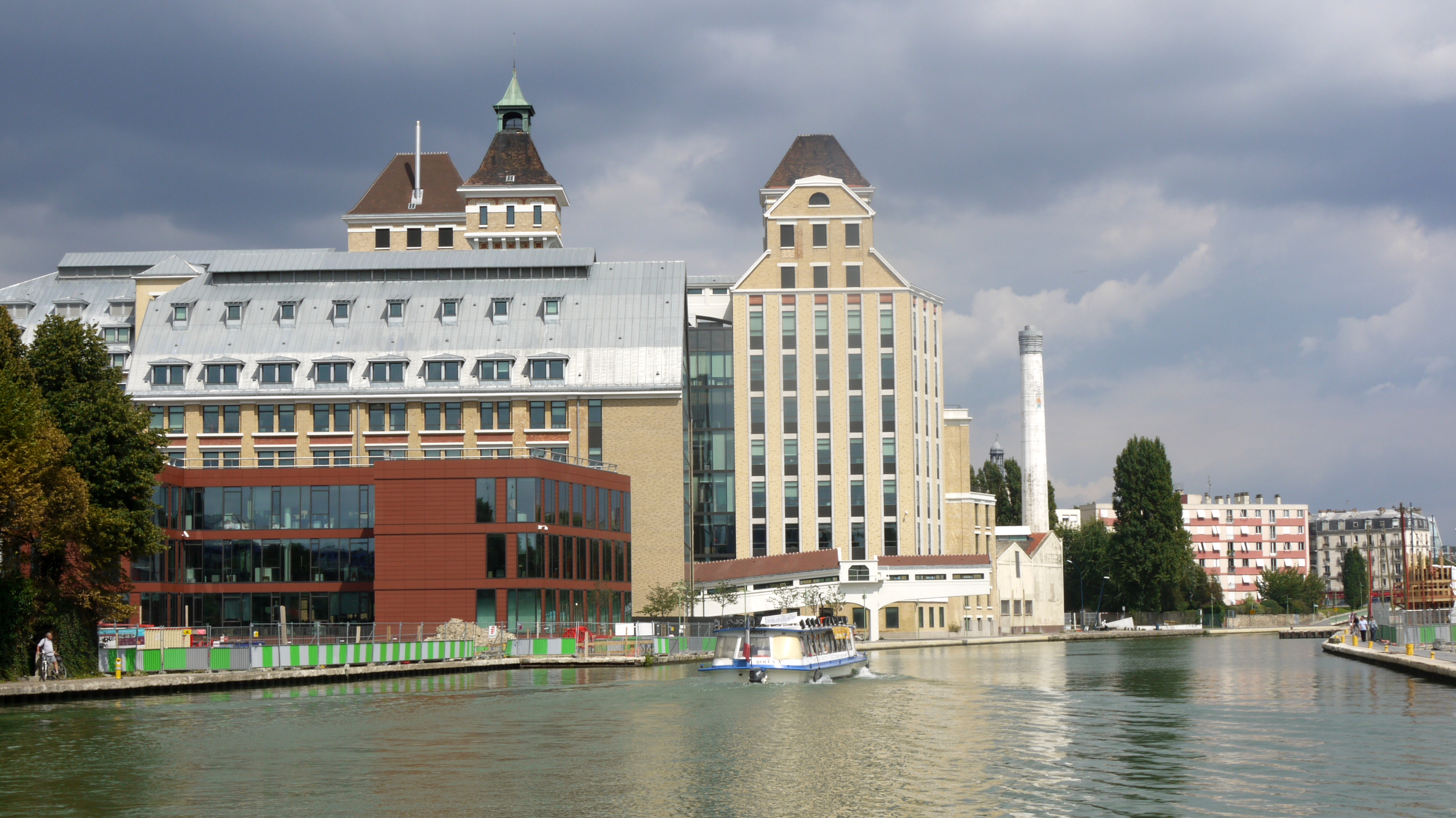
Grands Moulins de Pantin năm 2010

Grands Moulins de Pantin từng là một nhà máy bột tại Pantin xây dựng vào năm 1884, nằm dọc kênh Ourcq và tuyến đường sắt phía Đông, ngay sát với địa giới của Paris, Pháp. Hiện nay, công trình là  trụ sở của Bộ phận bảo mật của ngân hàng BNP Paribas. Được xây dựng lần đầu năm 1884, Grands Moulins de Pantin được sửa chữa lại vào năm 1923. Sau những hư hại trong Chiến tranh thế giới thứ hai và trận hỏa hoạn năm 1944, nhà máy bột được tu sửa với sự chỉ huy của kiến trúc sư Jean Bailly. Năm 2001, nhà máy bị đóng cửa, khu nhà xưởng được bán cho công ty bất động sản Meunier Immobilier. Sau khi được nhân hàng BNP Paribas mua lại, khu vực này được sửa chữa để trở thành một khu văn phòng. Tác giả của lần tu sửa này là kiến trúc sư Jean François Authier
Được xây dựng lần đầu năm 1884, Grands Moulins de Pantin được sửa chữa lại vào năm 1923. Sau những hư hại trong Chiến tranh thế giới thứ hai và trận hỏa hoạn năm 1944, nhà máy bột được tu sửa với sự chỉ huy của kiến trúc sư Jean Bailly. Năm 2001, nhà máy bị đóng cửa, khu nhà xưởng được bán cho công ty bất động sản Meunier Immobilier. Sau khi được nhân hàng BNP Paribas mua lại, khu vực này được sửa chữa để trở thành một khu văn phòng. Tác giả của lần tu sửa này là kiến trúc sư Jean François Authier.